# Макаров Павло Сергійович
Павло́ Сергі́йович Мака́ров (*1914) — Герой Соціалістичної Праці (1966). Уродженець Кіровоградщини.
Брав участь у Другій світовій війні, удостоївся бойових нагород. У 1932 закінчив курси при МТС і став комбайнером. 3 1958 — механізатор колгоспу «Перемога».
Нагороджений двома орденами Леніна і медалями.